# Metasekvoje čínská
Metasekvoje tisovcovitá (Metasequoia glyptostroboides), též zvaná metasekvoje čínská, je jediný recentní druh rodu metasekvoje. Krom něho je známo ještě 10 fosilních. Byl bohatě rozšířený na konci druhohor a ve třetihorách, nyní se vyskytuje přirozeně již jen ve střední Číně. Název vznikl kvůli příbuznosti rodu s rodem sekvoje (z řec. meta=nad a Sequoia= sekvoje). Jedná se o opadavý jehličnan z čeledi cypřišovitých. Do doby jejího objevu se mělo za to, že tento rod rostlin vyhynul asi před 70 miliony let, neboť byl znám pouze ze zkamenělin. Jedná se tedy o tzv. živoucí fosílii. Je adaptabilní vůči různým podmínkám a vyznačuje se jedinečným podzimním měděným zbarvením, díky němuž patří k oblíbeným okrasným stromům. Místní čínský název „shuisa“ po přeložení znamená „vodní modřín“, a vznikl v důsledku jeho podobnosti odhazování jehlic na podzim. Podle bažinatých oblastí, které obývá, se mu přezdívá také „vodní jedle“. Metasekvoje obsahuje kyanogenní sloučeniny shodné s látkami nalezenými v tisu.

## Nomenklatura
Metasequoia glyptostroboides Chu & Čeng,  1948 
Nomenklatorická synonyma
≡Sequoia glyptostroboides (Chu & Čeng) Weide,  1962
Taxonomická synonyma
=Sequoia disticha Heer (fosilní)
=Metasequoia disticha (Heer) Miki,  1941 (fosilní)

## Popis

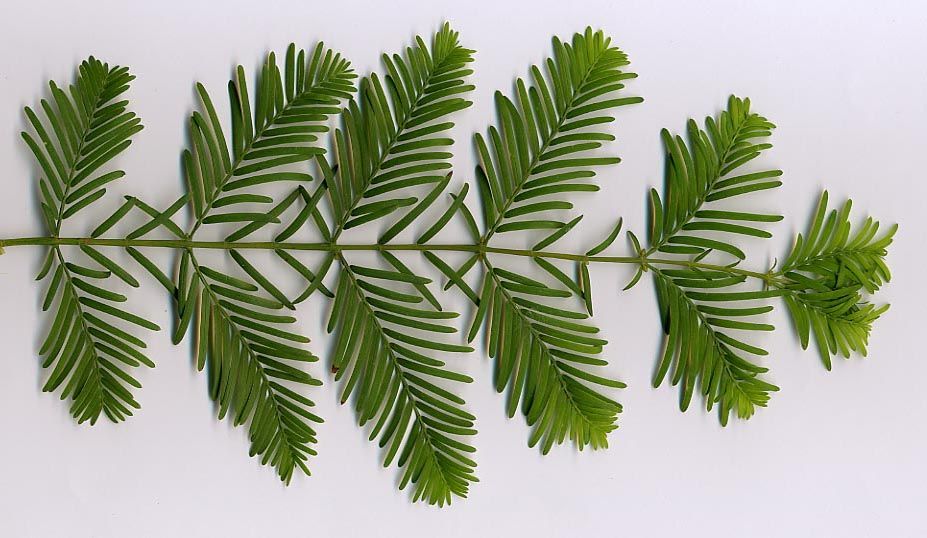
Detail jehličí

Metasekvoje čínská je jednodomý opadavý jehličnatý strom s průběžným kmenem, který dorůstá výšky přes 35 m, koruna má úzký pyramidální tvar, větve sahají až k zemi. Borka je tmavohnědě šedá, brázditá, odlupující se v mládí v tenkých pruzích. Jehlice jsou opadavé, čárkovité, zploštělé, vyrůstají vstřícně. Zbarveny jsou světle zeleně, před opadem se barví žlutě až červenohnědě. Jsou až 2,5 cm dlouhé.
Šištice jsou skoro kulovité, asi 1,5 cm v průměru, zelené, na dlouhých stopkách.

### Koruna a větve
Mladé stromy mají pravidelně kuželovitý tvar a díky svému přeslenitému větvení působí jejich koruna velmi vzdušně a otevřeně. Větve vyrůstají od báze kmene a mají vstřícné pupeny. Pod každým výstupem větve je dobře zřetelný důlek (jizva), která vzniká v důsledku opadu postranních výhonů nad a pod pupeny.  Větve vodorovně odstávají nebo jsou lehce vystoupavé. Metasekvoje je anemogamní rostlina, která, má-li vhodné podmínky, v mládí velmi rychle roste.
Má větévky dvojího typu: prodloužené, neomezeného růstu na koncích větví a na špičce kmene, zprvu zelené, pak hnědé, a zkrácené větévky omezeného vzrůstu v úžlabí dlouhých větévek, odlišně postavené a asi 8 cm dlouhé. Na podzim krátké postranní větévky opadají v celku a nemají pupeny, hlavní výhony shazují jen jehlice.

### Borka
Průměr kmene dosahuje více než 2 metrů a borka se odlupuje v tenkých pruzích. Brachyblasty jsou cca 8 cm dlouhé. Letorosty jsou velice tenké a jemné, lehce zploštělé. Barvu mají zprvu zelenou a jsou lysé, časem přechází do světle purpurové nebo jsou slabě červenavé. Borka je v mládí hladká, později šupinatá a vláknitá, podélně zbrázděná do tvaru žlábku. Je oranžově červená až červenohnědá, případně světlehnědá nebo lehce žlutohnědá. Ztloustnutí báze kmene a zmíněné loupání je patrné teprve u starších stromů.

### Jehlice
Dvouřadě uspořádané na vstřícných brachyblastech, které na podzim opadávají společně s jehlicemi. Jsou 10–35 mm dlouhé, 2 mm široké, velmi měkké, na líci modrozelené, na rubu světle zelené s výraznou středovou žilkou. Čárkovité, ploché, na koncích mírně zašpičatělé nebo zakulacené, vstřícně postavené. Po vyrašení jsou čerstvě trávově zelené, poté tmavnou. Na podzim, dle vlivu okolních podmínek jako je stanoviště či povětrnostní průběh, mají bledožlutou, lososovou nebo rubínově červenou barvu.

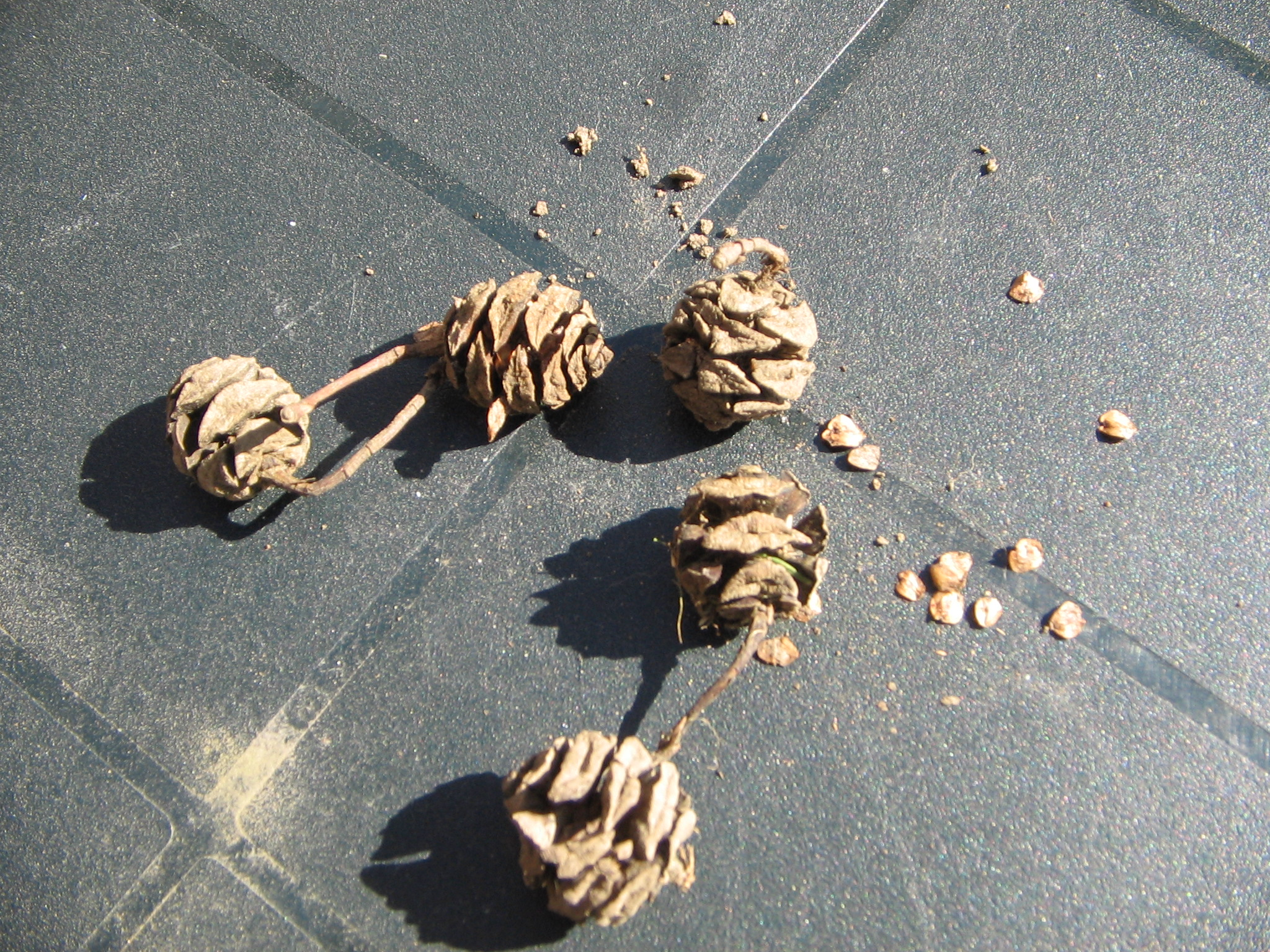
Zralé otevřené šišky se semeny

### Generativní orgány
Doba kvetení je v rozmezí dubna až května. Samčí šištice jsou malé, kulovité, při bázi vrcholového výhonu, vyskytují se po několika. Nachází se paždí opadavých větévek. Na jaře rozprašují pyl. Samčí květní pupeny se tvoří již na podzim. Vypadají jako jehnědy a převisí dolů v 5–10 cm dlouhých květenstvích především v horní části koruny, s 15–20 tyčinkami. Každá tyčinka má 3 prašná pouzdra. Samičí šištice jsou cca 1–2,5 cm dlouhé, dlouze stopkaté, kulovité nebo lehce vejcovitě protáhlé. Jsou tvořeny pouze několika širokými podpůrnými šupinami, jež jsou zbarvené zeleně, v době zralosti světlehnědé. Jsou v latách. Samičí květenství sedí na konci mladých olistěných krátkých výhonů. Dozrávají v dřevnaté, kulovité, 2,0–2,5 cm dlouhé, dlouze stopkaté (až 4 cm) šišky, složené z 22–24, případně z 26 semenných šupin, které dozrávají během prvního roku. Jsou převislé s 5–6 semeny za šupinou. Štítky jsou s kosočtverečnou vráskou. Semena jsou křídlatá.
Šišky zrají v prvním roce, ale opadávají až při rašení listů v roce následujícím.

## Záměny
Metasekvoje může někdy být zaměňována za tisovec dvouřadý. Jedním z nejjednodušších rozlišovacích znaků je, že tisovec má nepravidelné a spíše střídavé rozmístění jehlic na větvičce, zatímco metasekvoje má jehlice na větvičce přísně vstřícné a stejně pravidelné je i odvětvování bočních větévek. Dalšími rozlišovacími prvky je např. borka (kůra), která je jen u metasekvoje podélně vláknitá a absence vzdušných kořenů, které se u tisovce běžně vyskytují.

## Rozmnožování
V současné době je možné pěstovat nové rostliny ze semen, v praxi se používá i rozmnožování zelenými a dřevitými řízky.

## Ekologie

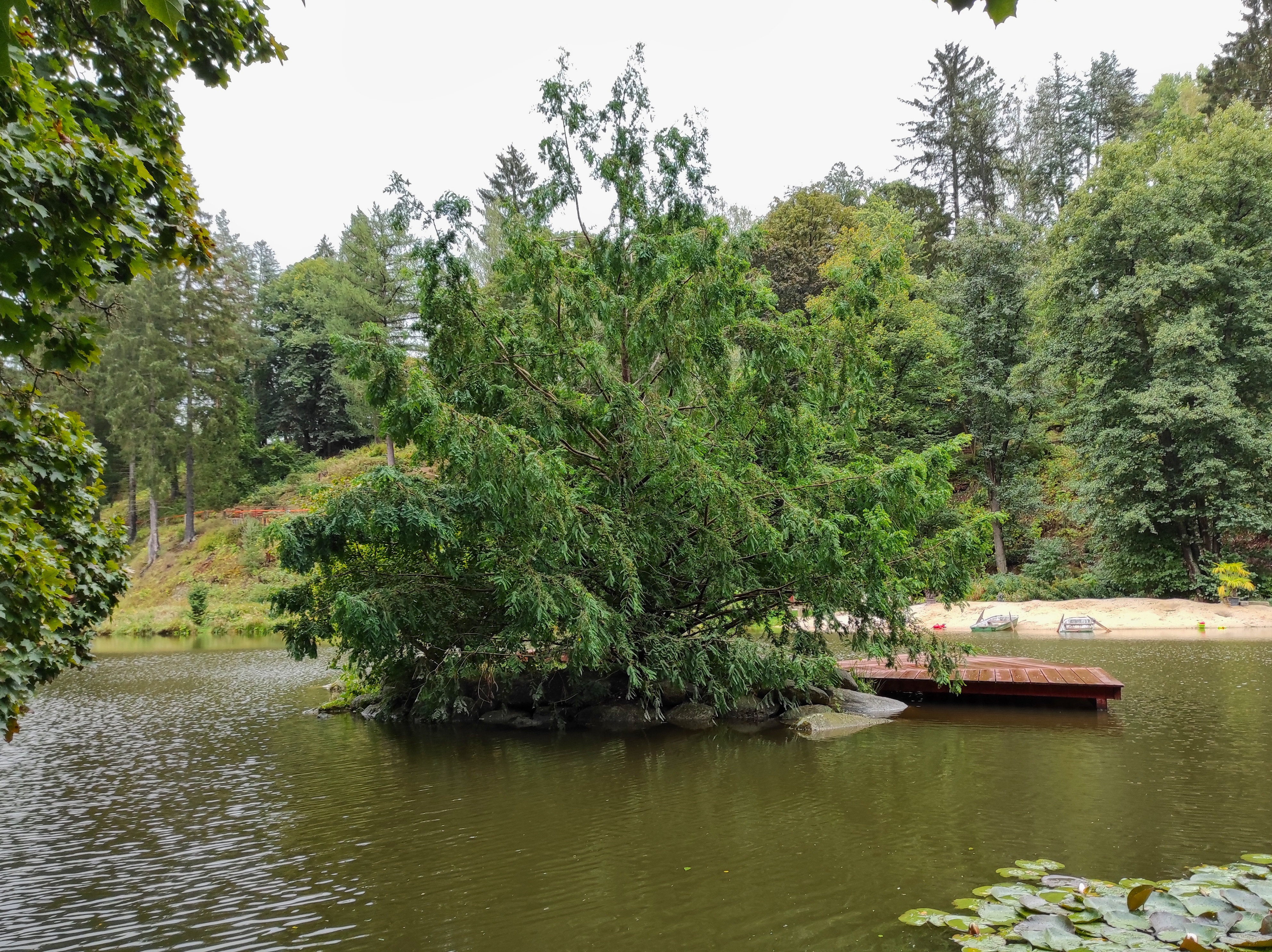
Metasekvoje čínská v Bečovské botanické zahradě na ostrůvku v Korunním rybníku.

Tato dřevina ráda roste s kořeny ve vodě a upřednostňuje hluboké vlhké půdy, snáší však také sušší stanoviště. Ráda roste ve velkých porostech, v roklinách, podél potoků a rýžových polí. [3, 8]
Světlomilná dřevina, v mládí vydrží boční zástin. K životu potřebuje dostatečně velkou půdní a vzdušnou vlhkost. Důležitá je zejména půdní vláha. Daří se mu na kyselých i bazických půdách. Vůči mrazům a větru je odolnější než tisovec, krátkodobě snese teplotu až −25 °C.

## Areál rozšíření, upotřebení
Původní areál zahrnuje střední Čínu na rozhraní provincií S’-čchuan a Chu-pej z nadmořských výšek 400–2000 m, kde se v současné době vyskytuje zejména už jen v nepříliš velkých areálech. Od konce čtyřicátých let 20. století se však pěstuje v parcích po celém světě. Protože je dobře mrazuvzdorná, pěstuje se i v ČR.
Teprve později byla ztotožněna s dříve známým fosilním druhem Metasequoia disticha (HEER) MIKI. Fosilní nálezy v různých místech severní polokoule ze slojí hnědého uhlí dokazují rozsáhlý výskyt metasekvoje. Zachovalé exempláře datované do doby ledové byly nalezeny v Kanadě. Jejich stáří se odhaduje na 50 milionů let.
Po celém světě se na vlhkých místech vysazuje jako parková dřevina a slouží k dekorativním účelům, ve východoasijských státech jsou v ulicích vysazována celá stromořadí, jelikož dobře snáší městské prostředí. Nemalý lesnický význam má v USA, kde se jako rychle rostoucí dřevina pěstuje jako surovina pro výrobu papíru. V ČR hojně vysazována v parcích jako okrasný strom, popř. v lesích. Nejdelší a nejstarší alej metasekvojí v ČR, vysazena v roce 1967, se nachází v Havířově. 

## Historie
První sběr vzorků tohoto stromu uskutečnil 21. července 1943 ve vesnici Mou-tao v dnešní provincii Chu-pej čínský botanik Čan Wang z Národního úřadu pro výzkum lesů, jenž sídlil v tehdejším hlavním městě neokupované Číny – Čchung-čchingu. Čan Wang byl na výskyt neznámého obrovského stromu upozorněn v jedné místní zemědělské škole. Botanik předběžně tento strom identifikoval nesprávně jako běžný opadavý jehličnan Glyptostrobus pensilis. V létě 1945 získal od něho herbářovou položku profesor dendrologie Čeng Wan-ťün z Národní ústřední univerzity, který tuto identifikaci zpochybnil a domníval se, že by mohlo jít o nový druh, nebo dokonce o nový rod, ne-li dokonce čeleď jehličnanů. Protože na důkaz toho dostupný materiál nestačil, vyslal na místo nálezu jednoho svého žáka jménem Süe Ťi-žu k novému sběru v únoru a v květnu 1946. Vzorky potvrdily, že se jedná o nový druh nového rodu, který Čeng Wan-ťün předběžně pojmenoval Chieniodendron sinense. Protože však neměl dostatečný srovnávací materiál, zaslal vzorky do Pekingu do Fanova biologického ústavu, kde je prozkoumal jeho ředitel Chu Sien-su, který potvrdil, že se skutečně jedná o dosud neznámý rod, ale navrhl pro něj jméno Pingia grandis. V průběhu léta 1946 o objevu informoval Elmera Drew Merilla z Harvardovy univerzity. Teprve potom ho napadlo, porovnat vzorky i se zkamenělinami a nakonec zjistil, že jsou velmi podobné s fosilními druhy rodu Metasequoia. První zmínku o objevu živoucí metasekvoje v literatuře publikoval Chu v prosinci 1946, ale bez návrhu jména. V korespondenci s americkými kolegy ji Číňané jmenovali Metasequoia viva a pod tímto jménem ji také publikovali 31. května 1947, ale bez latinského popisu, takže toto jméno je neplatné nomen nudum. O rok později, v létě 1947, se do oblasti vypravila nová výprava s finanční pomocí od amerických kolegů (ti zaslali celkem 275 USD), která dorazila do Mou-tao 12. září a koncem září, na základě informací od místních obyvatel, nalezla původní oblast výskytu těchto metasekvojí v „Údolí metasekvojí“ (Šuej-ša-pcha). Výprava se vrátila s řadou nových vzorků a zejména s asi 2 kg semen, z nichž část putovala koncem roku do USA. Definitivní popis nového druhu „živé fosilie“ Čeng a Chu 15. května 1948 společně platně publikovali pod definitivním jménem Metasequoia glyptostroboides. V témže roce založili čínští vědci společnost, která se měla starat o zachování tohoto vzácného reliktu.
První semena byla do Evropy odeslána z Číny 17. ledna 1948. V roce 1949 získala semena též botanická zahrada u zámku v Průhonicích, z nichž byl vypěstován i tamní exemplář metasekvoje, nejstarší v ČR. V roce 1949 byla jedna rostlina vysázena také v parku v Žehušicích. V Evropě se z nich stala v roce 1948 senzace, což vedlo německé odborníky k pojmenování stromu´Urweltmammutbaum´ (pravěký mamutí strom).
Fosilní druh Metasequoia disticha, původně popsaný Oswaldem von Heerem jako Sequoia disticha, byl objeven v druhé polovině 19. století na Špicberkách a je považován za velmi blízkého příbuzného metasekvoje čínské. V roce 1941 se tato zkamenělina stala typovým druhem rodu Metasequoia, který v roce 1941 vytvořil japonský paleobotanik Šigeru Miki; nyní je typovým druhem současně žijící druh, tedy metasekvoje čínská. Celkem je známo asi 10 fosilních druhů.